# Pilosella crassiseta
Pilosella crassiseta — вид квіткових рослин з родини айстрових (Asteraceae). Вид зростає в Європі: Німеччина, Польща, Естонія, Латвія, Литва, Росія, Західний Сибір; це багаторічна рослина помірних біомів.